# Eurypogon japonicus
Eurypogon japonicus är en skalbaggsart som beskrevs av Sakai 1982. Eurypogon japonicus ingår i släktet Eurypogon och familjen Artematopodidae. Inga underarter finns listade i Catalogue of Life.